# Geheimakte W.B. 1
Geheimakte W.B. 1 ist ein deutscher Historien- und Propagandafilm aus dem Jahre 1941. Unter der Regie von Herbert Selpin spielt Alexander Golling den U-Boot-Konstrukteur Wilhelm Bauer.

## Handlung
Im Jahr 1849 ist Deutschland in zahlreiche Kleinstaaten zersplittert. Das Herzogtum Schleswig-Holstein wird im Norden von den Dänen angegriffen, die deutsche Küste vom Feind mit einer Blockade abgeriegelt. Unteroffizier Wilhelm Bauer will diese Blockade durchbrechen und versucht aus diesem Grunde, ohne Rückendeckung von seinen militärischen Vorgesetzten, eine Sprengladung an einer vor der Küste lauernden, dänischen Fregatte anzubringen. Doch ehe es dazu kommt, wird er von seinen eigenen Leuten daran gehindert und wegen Eigenmächtigkeit vor ein Kriegsgericht gestellt. Der Gerichtsvorsitzende, ein General, zeigt jedoch Sympathie für Bauers forsche Eigenmächtigkeit und überdies Interesse an Bauers Plänen, ein Unterseeboot zu konstruieren, mit dem man sich in der Zukunft unbemerkt feindlichen Schiffen nähern kann, um diese zu versenken.
In Admiral Brommy findet Bauer einen einflussreichen Unterstützer seiner tollkühnen Pläne. Bald hat der Ingenieur die Konstruktionspläne fertig. Es trifft sich gut, dass der Vater eines alten Freundes, der Kieler Karl Hösly, Werftbesitzer ist. Dort entsteht das erste Bauer-Modell, und der Konstrukteur findet in dem Werftmeister Paul Schultze einen weiteren Unterstützer für seine Idee. Um das Tauchboot angriffsfähig zu machen, greift Bauer eine Idee Admiral Brommys auf, dass man von Bord auch den Feind unter Beschuss setzen können müsse. Ganz nebenbei findet Wilhelm Bauer auch noch die Zeit, sich in Karls Schwester Sophie zu verlieben. Diese erwidert seine Gefühle.
Als das Boot schließlich fertig und einsatzbereit ist, sind es die Engländer, die Bauers Erfolg durch einen Sabotageakt vereiteln. Bauers U-Boot havariert und geht auf Grund. Mit Müh und Not gelingt es Bauer und seiner kleinen Mannschaft, dem metallenen Sarg lebend zu entkommen und wieder aufzutauchen. In dem bayerischen König Maximilian findet Wilhelm Bauer fortan einen großzügigen Gönner. Er lässt den Tüftler weitere Tauchprobefahrten auf dem Starnberger See unternehmen. Bei einer dieser Gelegenheiten lernt Bauer den in Bayern weilenden russischen Großfürsten Konstantin Nikolaiwitsch kennen. Der ist Feuer und Flamme für Bauers Idee und bietet diesem großzügig Hilfe an, ohne dass der Konstrukteur damit seine Rechte an seinem Patent verlieren würde. So zumindest lautet die Zusage. In Kronstadt könne er, Bauer, sein Unterseeschiff auf Konstantins Kosten in aller Ruhe fertigstellen.
Bauer reist nach Russland und baut dort nach seinen Plänen das erste voll ausgereifte U-Boot. Einige Zeit später besucht ihn der deutsche Gesandte in St. Petersburg und teilt Bauer mit, dass nunmehr auch daheim die Möglichkeiten gegeben seien, seine maritime Erfindung fertigzustellen. Bauer, ganz Patriot, will sofort heimreisen, doch der russische Großfürst will ihn keinesfalls ziehen lassen und Bauers Erfindung zum Nutzen der russischen Kriegsmaschine eingesetzt wissen. In einer waghalsigen Nacht-und-Nebel-Aktion gehen Bauer und seine Leute, behindert durch russische Soldateska, auf ihr eigenes Tauchboot, um in Richtung Deutschland zu fliehen. Mit einem einzigen, präzise gezielten Schuss zerstört Wilhelm Bauer das Tor zum Hafenbecken, sodass jetzt nur noch er im Tauchgang die Hafen- und Werftanlage verlassen kann. Auf hoher See erwartet ihn bereits Admiral Brommy mit seinem Schiff und nimmt Bauer an Bord, wo auch Sophie Hösly ihn sehnsüchtig in die Arme nimmt. Seine eigene Erfindung aber versenkt Bauer auf dem Meeresgrund knapp innerhalb der russischen Hoheitsgewässer, da sie von den Russen finanziert worden war. Die Konstruktionspläne für einen rein deutschen Neubau hat er natürlich gerettet.

## Produktionsnotizen
Geheimakte W.B. 1 – das W.B. steht für Wilhelm Bauer – wurde vom 26. Juli bis Ende November 1941 in den Bavaria-Ateliers von München gedreht. Dort gab es ein großes Wasserbassin, in dem zahlreiche Szenen für „Seefilme“ gedreht werden konnten. Die Außenaufnahmen entstanden auf dem Chiemsee sowie in Putbus auf Rügen. Die Uraufführung erfolgte am 23. Januar 1942 im Münchner Ufa-Palast. Die Berliner Erstaufführung erfolgte wenig später, am 3. Februar 1942 im Ufa-Palast am Zoo und im Ufa-Theater Weißensee. In Wien lief der Film am 19. Februar 1942 an.
Die Leitung der Gesamtausstattung hatte Fritz Maurischat. Unter ihm waren Fritz Lück, Bruno Lutz, Kurt Dürnhöfer und August Herrmann mit der Erstellung der Filmbauten beschäftigt. Die Kostüme entwarf Bert Hoppmann, für den Ton sorgte Hans R. Wunschel. Der Kleindarsteller Jac Diehl spielte in dem Streifen gleich zwei (Mini-)Rollen. Für Justus Paris war dies der letzte Filmauftritt.
Die Herstellungskosten des ausstattungsintensiven Films betrugen 2.240.000 RM. Damit war Geheimakte W.B. 1 überdurchschnittlich teuer. Der Film mit seinen explizit antibritischen und antirussischen Noten gilt als einer der weitgehend in Vergessenheit geratenen Propagandafilme des Dritten Reichs.
Ein Musiktitel wurde gespielt: Draußen im Hafen liegt ein Schiff im Mondenschein.
Obwohl öffentlich nach 1945 nicht mehr gezeigt, wurde Geheimakte W.B. 1 im Oktober 1981 von der FSK für Kinder ab 6 Jahren freigegeben. Eine zweite FSK-Prüfung erfolgte Anfang 1997.

## Auszeichnungen
Der NS-Staat verlieh dem Film drei Prädikate:
- staatspolitisch wertvoll
- künstlerisch wertvoll
- jugendwert

## Rezeption
„Mit grafischen Darstellungen und Dias illustriert und mit einem schülerhaften Kommentar versehen, war der Streifen streckenweise eine nicht immer spannende Bildungsetüde. (…) Ein gesinnungsstarkes Libretto … lieferten Herbert Selpin und Walter Zerlett-Olfenius.“

Paimann’s Filmlisten resümierte: „Die biographisch-balladeske Handlung ist, trotz Fehlens eines Konfliktes im gewohnten Sinne, interessant und spannend. Ihre Gestalter bewiesen in Darstellerführung und Zeitcharakteristik eine gleich glückliche Hand und gefährdeten lediglich durch unnötige Vielfalt der Mundarten die Einheitlichkeit der Dialoge. Die Aufmachung ist in historischer und technischer Hinsicht durchaus geglückt, Photographie und Ton sorgfältig.“